# Boris Aronowitsch Chessin

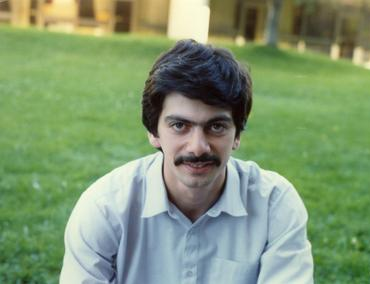
Boris Chessin, Berkeley 1990

Boris Aronowitsch Chessin, international als Boris Khesin bekannt, russisch Борис Аронович Хесин, (* 1964) ist ein russisch-kanadischer Mathematiker.
Khesin studierte an der Lomonossow-Universität mit dem Diplom-Abschluss 1986 und wurde 1989 bei Wladimir Arnold promoviert (Normal forms and versal deformations of evolution differential equations). 1990 bis 1992 war er Morrey Assistant Professor an der University of California, Berkeley und 1992 bis 1996 Assistant Professor an der Yale University. 1997/98 und 2012 war er am Institute for Advanced Study. 1996 wurde er Associate Professor und 2002 Professor an der University of Toronto.
Khesin befasst sich mit mathematischer Physik (Hydrodynamik, integrable Systeme), globaler Analysis (Poisson-Geometrie, Eichtheorien) und unendlich dimensionalen Lie-Gruppen.
Er war unter anderem Gastwissenschaftler am Weizmann-Institut, dem Max-Planck-Institut für Mathematik, am Fields Institute, am IHES, MSRI, dem RIMS in Kyoto und der Universität Tokio, am Isaac Newton Institute, der ETH Zürich und der École polytechnique.
1997 bis 2001 war er Sloan Research Fellow. 1998 erhielt er den André Aisenstadt Prize.
Er ist Mitherausgeber der Gesammelten Werke von Wladimir Igorewitsch Arnold.

## Schriften
- mit Robert Wendt: The geometry of infinite dimensional groups. Springer Verlag, Ergebnisse der Mathematik und ihrer Grenzgebiete, 2009
- mit M. Berger, L. Kauffman, K. Moffatt, R. Ricca, De W. Sumners: Lectures on topological fluid dynamics, Lecture Notes in Mathematics 1973, Springer Verlag 2009
- mit Wladimir Arnold: Topological methods in hydrodynamics. Springer Verlag, 1998
- Topological fluid dynamics. In: Notices of the American Mathematical Society. 2005, Nr. 1, S. 9–19